# Championnat d'Irlande du Nord de football 1997-1998
Navigation
Édition précédente Édition suivante
Le 96e Championnat d'Irlande du Nord de football se déroule en 1997-1998. Cliftonville FC remporte son troisième titre de champion d’Irlande du Nord (le dernier titre remontait à 1910) avec quatre points d’avance sur le deuxième Linfield FC. Portadown FC, complète le podium.  
Les équipes jouent en tout 36 matchs. Elles affrontent donc tous leurs adversaires quatre fois, deux fois à domicile et deux fois à l’extérieur.
Dans le cadre du nouvel agrandissement de la première division, deux équipes sont promues : Ballymena United et Omagh Town. 
Un système de promotion/relégation est rétabli. En fin de saison le dernier de première division est remplacé par le premier de deuxième division. Ards FC descend et est remplacé par Newry Town
Avec 22 buts marqués en 36 matchs,  Vinnt Arkins  de Portadown FC remporte pour la première fois le titre de meilleur buteur de la compétition.

## Les 10 clubs participants
| Club                                  | Stade             | Capacité | Ville       |
| ------------------------------------- | ----------------- | -------- | ----------- |
| Ards FC                               | Castlereagh Park  | 8 000    | Newtownards |
| Ballymena United                      | The Showgrounds   | 7 500    | Ballymena   |
| Cliftonville FC                       | Solitude          | 7 200    | Belfast     |
| Coleraine FC                          | The Showgrounds   | 6 600    | Coleraine   |
| Crusaders FC                          | Seaview           | 9 100    | Belfast     |
| Glenavon FC                           | Mourneview Park   | 7 300    | Lurgan      |
| Glentoran FC                          | The Oval          | 14 100   | Belfast     |
| Linfield FC                           | Windsor Park      | 20 500   | Belfast     |
| Omagh Town Football and Athletic Club | St. Julian's Road | 5 000    | Omagh       |
| Portadown FC                          | Shamrock Park     | 5 800    | Portadown   |

## Compétition

### Classement
Le classement est établi sur le barème de points classique (victoire à 3 points, match nul à 1, défaite à 0).
| Rang | Équipe           | Pts | J  | G  | N  | P  | Bp | Bc | Diff |
| ---- | ---------------- | --- | -- | -- | -- | -- | -- | -- | ---- |
| 1    | Cliftonville FC  | 68  | 36 | 20 | 8  | 8  | 49 | 37 | +12  |
| 2    | Linfield FC      | 64  | 36 | 17 | 13 | 6  | 50 | 19 | +31  |
| 3    | Portadown FC     | 60  | 36 | 17 | 9  | 10 | 50 | 38 | +12  |
| 4    | Glentoran FC C   | 59  | 36 | 17 | 8  | 11 | 52 | 34 | +18  |
| 5    | Ballymena United | 51  | 36 | 14 | 9  | 13 | 55 | 55 | 0    |
| 6    | Crusaders FC T   | 51  | 36 | 13 | 12 | 11 | 51 | 51 | 0    |
| 7    | Coleraine FC     | 43  | 36 | 11 | 10 | 15 | 41 | 48 | -7   |
| 8    | Glenavon FC      | 39  | 36 | 9  | 12 | 15 | 47 | 56 | -9   |
| 9    | Omagh Town       | 31  | 36 | 7  | 10 | 19 | 43 | 68 | -25  |
| 10   | Ards FC          | 23  | 36 | 4  | 11 | 21 | 31 | 63 | -32  |

| Légende : Qualifications et relégations | Légende : Qualifications et relégations                                      |
| --------------------------------------- | ---------------------------------------------------------------------------- |
|                                         | Ligue des champions de l'UEFA 1998-1999                                      |
|                                         | Coupe d'Europe des vainqueurs de coupe de football 1998-1999                 |
|                                         | Coupe UEFA 1998-1999                                                         |
|                                         | Relégation en deuxième division                                              |
|                                         | T : Tenant du titre C : Vainqueurs de la Coupe d'Irlande du Nord de football |

## Bilan de la saison
| Tableau d'Honneur                         |                 |
| Compétition                               | Vainqueur       |
| Championnat d'Irlande du Nord de football | Cliftonville FC |
| Coupe d'Irlande du Nord de football       | Glentoran FC    |

| Promotions et relégations |            |
| Relégués                  | Ards FC    |
| Promus                    | Newry Town |

## Statistiques

### Meilleur buteur
1. Vinny Arkins, Portadown FC, 22 buts